# 思蒙镇 (东坡区)
思蒙镇，是中华人民共和国四川省眉山市东坡区下辖的一个乡镇级行政单位。2019年12月，撤销崇仁镇，将其所属行政区域划归思蒙镇管辖。

## 行政区划
思蒙镇下辖以下地区：
思蒙社区、莲花村、镇南村、宋堰村、谌银村、沈店村、花池村、新堰村、泥河村、娴婆村、蒲坎村、新风村、铧头村、梯子口村、莲池村和石沱村。